# 79-es trolibusz (Budapest)
A budapesti 79-es jelzésű trolibusz a Keleti pályaudvar és a Dagály utcai lakótelep között közlekedik. A viszonylatot a Budapesti Közlekedési Zrt. közlekedteti a Budapesti Közlekedési Központ megrendelésére.
A vonalon elsőajtós felszállási rend van érvényben.

## Története
1955. május 16-án új járat indult 78-as jelzéssel a Dózsa György út–Váci út és az Alpár utca–Cserhát utca kereszteződése között, azonban igénybevétel hiányában 1956. április 23-án megszűnt. A 78-assal azonos, de hosszabb, Keleti pályaudvarig érő útvonalon 1957. február 1-jén indítottak trolibuszjáratot, ezúttal 79-es jelzéssel. A kocsik a Dózsa György úton végighaladva jutottak el a Thököly útig, ahol jobbra fordultak, majd a Bethlen Gábor utca (itt volt a végállomás) és a Garay utca érintésével tértek vissza a Dózsa György útra. Ez az állapot az 1963-as esztendőig állt fenn, innentől a 79-es a frissen egyirányúsított Nefelejcs utcában fordult vissza, öt évvel később pedig a trolibuszok a Thököly út helyett a Péterfy Sándor utcán keresztül közelítették meg a Baross teret. 1977. április 24-én innen is elkerült a felsővezeték, áthelyezték a Landler Jenő utcába, s vélhetően ekkoriban fordult meg a hurok körüljárási iránya is (Dózsa György út – Alpár utca – Garay utca – Nefelejcs utca – István utca). A vonal másik végpontját eközben elérte a hármas metró vonala, az alagútépítés 1977-ben már a Lehel tér és az Árpád híd között folyt. Az ekkor megszűnő, jelentéktelen forgalmú, Jászai Mari tér és az Újpesti vasúti híd között közlekedő 15-ös villamos pótlására a 79-es trolibusz vonala (éppen huszonegyedik születésnapján) új szakasszal bővült. Ettől kezdve járt a Jászai Mari térig. 1978-ben a Jászai Mari tér felé vezető Hollán Ernő (akkor: Fürst Sándor) utcai 76-os járattal közös szakaszt átvezették a Pozsonyi útra, a Budai Nagy Antal utcában megfordult a végállomás iránya és megszűnt a Katona József utcai visszaforduló hurok. A föld alatti építkezések előrehaladtával szükségessé vált a felszíni forgalom korlátozása és terelése, a Váci utat keresztező trolik csaknem két éven keresztül a Kassák Lajos utca – Lőportár utca – Tutaj utca – Hegedűs Gyula utca vonalon kerülték ki a munkavégzés helyét.
1985-ben két kisebb vonalkorrekcióra került sor az újlipótvárosi szakaszon (Victor Hugo utca – Pozsonyi út felé, szeptember 10-én) és a Városligetben az akkoriban oda tervezett Nemzeti Színház miatt (Olof Palme sétány felé, december 14-én). A 79-es járat útvonala és két végállomása ezután – kisebb-nagyobb terelésektől eltekintve – huszonegy éven keresztül állandó volt. Időről időre előfordult, hogy a 75-ös járat kocsijai is bejártak a Budai Nagy Antal utcához, de ez többnyire lezárások, rendkívüli események idején történt meg.
2008. augusztus 21-étől a Baross tértől csak a Dózsa György út, metróállomásig, a Váci útig jár. A Dózsa György út, metróállomás és a Jászai Mari tér közötti szakaszon a meghosszabbított útvonalon közlekedő 75-ös trolibusz jár.
2013. június 3-ától az útvonalat meghosszabbították a Vizafogó lakótelepig. A járat a Dózsa György út – Dráva utca – Visegrádi utca – Révész utca – Kárpát utca – Dráva utca – Dózsa György út útvonalat járja be. Az új szakaszra már nem építettek felsővezetéket, ezért a trolik önjáró módban, vagyis akkumulátort használva közlekednek. Emiatt a vonalon csak modern, önjárásra képes trolibuszok járnak.
2014. március 23-ától a Garay utcai végállomását áthelyezték a Thököly útra.
2016. augusztus 3-ától december 2-áig a Dráva utca felújítása miatt csak a Dózsa György út metróállomásig közlekedett.
2017. október 30-ától a Kárpát utca felé is a Dózsa György úton közlekedik a Városliget érintése nélkül, a Dvořák sétány és a Gundel Károly út közti megállóhelyek helyett a Benczúr utcánál és a Hősök terénél áll meg.
2020. április 1-jén a koronavírus-járvány miatt bevezették a szombati menetrendet, ezért a vonalon a forgalom szünetelt. Az intézkedést a zsúfoltság miatt már másnap visszavonták, így április 6-ától újra a tanszüneti menetrend van érvényben, a szünetelő járatok is újraindultak.
Az M3-as metró középső szakaszának felújítása miatt 2020. november 2-ától (már a munkálatok megkezdése előtt) ideiglenesen 79M jelzéssel közlekedett. Ezzel párhuzamosan útvonala a Dagály utcai lakótelepig hosszabbodik a Solaris gyártmányú trolibuszok önjáró kapacitásának felhasználásával, a Révész utca és a Kárpát utca megállóhelyek ideiglenesen felhagyásra kerülnek.
A vonalon 2021. július 1-jétől 2021. augusztus 31-éig a Solaris trolik helyett ideiglenesen Mercedes-Benz Conecto szóló autóbuszok jártak, mert a Dózsa György úti építkezések miatt rövidebb lett a felsővezetékkel üzemeltethető szakasz hossza. A kimaradt járművek a 75-ös vonalat sűrítették. Érdekesség, hogy a vonal buszvonalként volt feltüntetve a menetrendben.
2023. március 18-ától a viszonylat vizafogói végállomása véglegesen a Dagály utcai lakótelep lett és visszakapta a korábbi 79-es számjelzését. Új megállóhelyet kapott az Esztergomi úton a Párkány utcai megállóhelyet követően, továbbá üzemideje a hétvégi időszakra is kibővült, a Dózsa György úton a 75-ös trolibuszt sűrítve, Vizafogón pedig a megszűnt 115-ös busz forgalmát átvéve a 15-ös buszt sűrítve.

## Útvonala
| Dagály utcai lakótelep felé |
| Keleti pályaudvar M vá. – Thököly út – Baross tér – Rottenbiller utca – István utca – Dózsa György út – Dráva utca – Népfürdő utca – Dunavirág utca – Esztergomi út – Dagály utcai lakótelep vá. |
| Keleti pályaudvar felé |
| Dagály utcai lakótelep vá. – Esztergomi út – Dagály utca – Népfürdő utca – Dráva utca – Dózsa György út – Alpár utca – Garay utca – Hernád utca – Thököly út – Keleti pályaudvar M vá.           |

## Megállóhelyei
| 0  | Keleti pályaudvar M végállomás                            | 25 | 23, 24 5, 7, 7E, 8E, 20E, 30, 30A, 107, 108E, 110, 112, 133E, 230 73, 76, 78, 80 G10 S60 G60 Z60 S80 G80 IC, EC, EN, InterRégió, sebesvonat, gyorsvonat, expresszvonat, |
| 0  | Munkás utca                                               | ∫  | (Keleti pályaudvar) 5, 7, 107, 110, 112 73, 76 |
| 2  | Péterfy Sándor utca                                       | ∫  | 73, 76 |
| 3  | Rottenbiller utca / István utca                           | ∫  | 73, 74, 76 |
| 4  | Nefelejcs utca / István utca                              | ∫  | 74, 78 |
| ∫  | Cserhát utca                                              | 22 | |
| 5  | Ötvenhatosok tere (István utca) (↓) Ötvenhatosok tere (↑) | 21 | 30, 30A, 230 74, 75 |
| ∫  | Dembinszky utca                                           | 20 | 30, 30A, 230 70, 75 |
| 7  | Damjanich utca / Dózsa György út                          | 19 | 30, 30A, 230 74, 75 |
| 8  | Benczúr utca                                              | 17 | 30, 30A, 230 75 |
| 10 | Hősök tere M                                              | 15 | 20E, 30, 30A, 105, 210, 210B, 230 72, 75 |
| 12 | Vágány utca / Dózsa György út                             | 13 | 105, 210, 210B 75 |
| 13 | Lehel utca / Dózsa György út                              | 12 | 14 105, 210, 210B 75 |
| 14 | Kassák Lajos utca                                         | 11 | 75 |
| 16 | Dózsa György út M                                         | 9  | 75 |
| 18 | Dráva utca                                                | 7  | 15 75 |
| 19 | Viza utca                                                 | 4  | 15 |
| 20 | Sporttelep                                                | 3  | 15 |
| 21 | Párkány utca                                              | ∫  | 800, 815, 820, 821, 830, 832, 840, 848 |
| 21 | Göncz Árpád városközpont M (Esztergomi út)                | ∫  | 26, 32, 34, 106, 120 1, 1A |
| ∫  | Népfürdő utca / Árpád híd                                 | 2  | 1, 1A 15, 26, 34, 106 |
| ∫  | Dagály fürdő                                              | 1  | |
| 22 | Dagály utcai lakótelep vonalközi végállomás               | 0  | |

Csonkamenetek a viszonylaton
- Damjanich utca / Dózsa György út ► Dagály utcai lakótelep (munkanapokon 3, hétvégén 1 indulás)
- Dagály utcai lakótelep ► Dembinszky utca (munkanapokon 2, hétvégén 1 indulás)

## Képgaléria

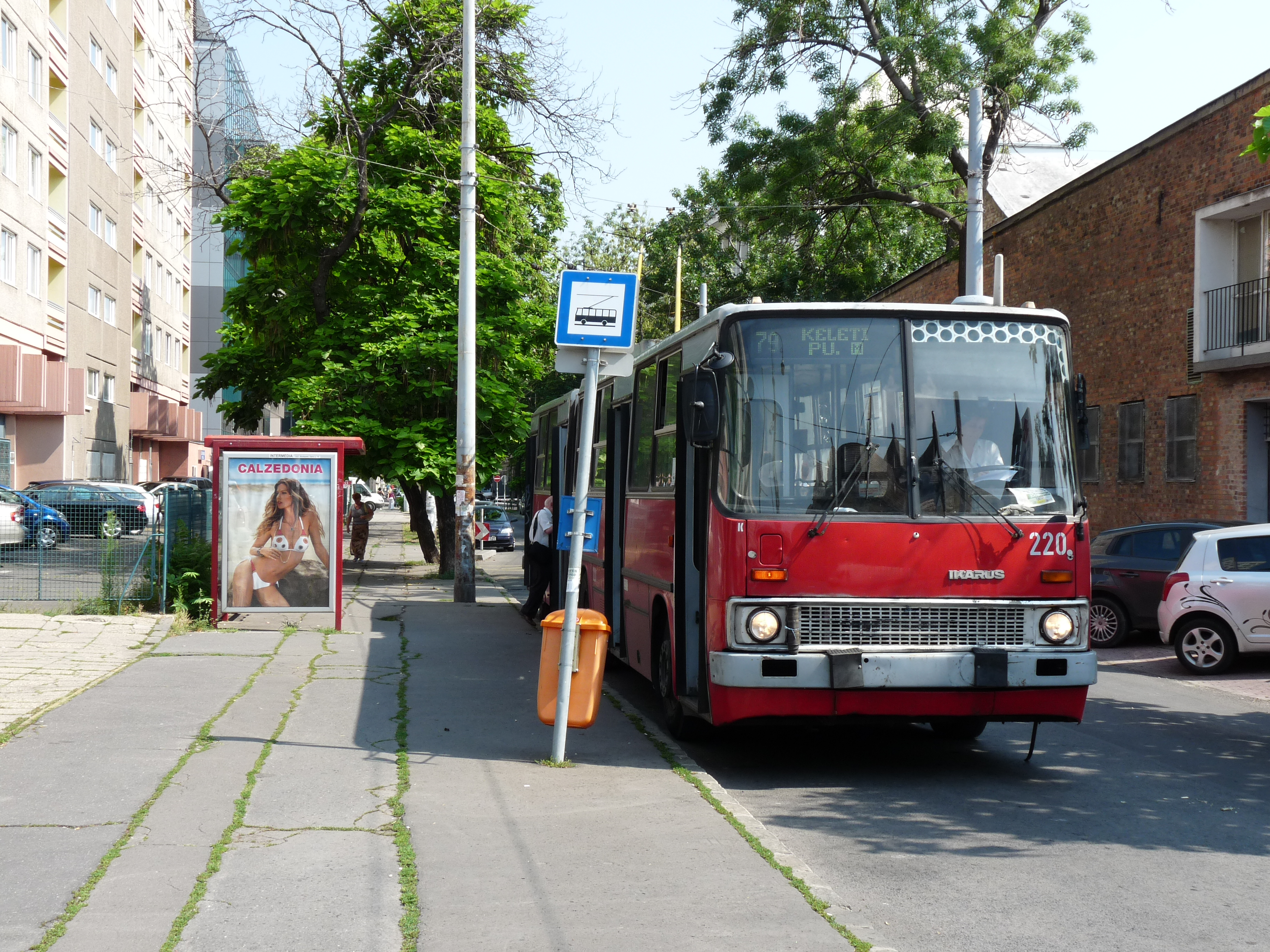
A régi végállomása a Dózsa György útnál
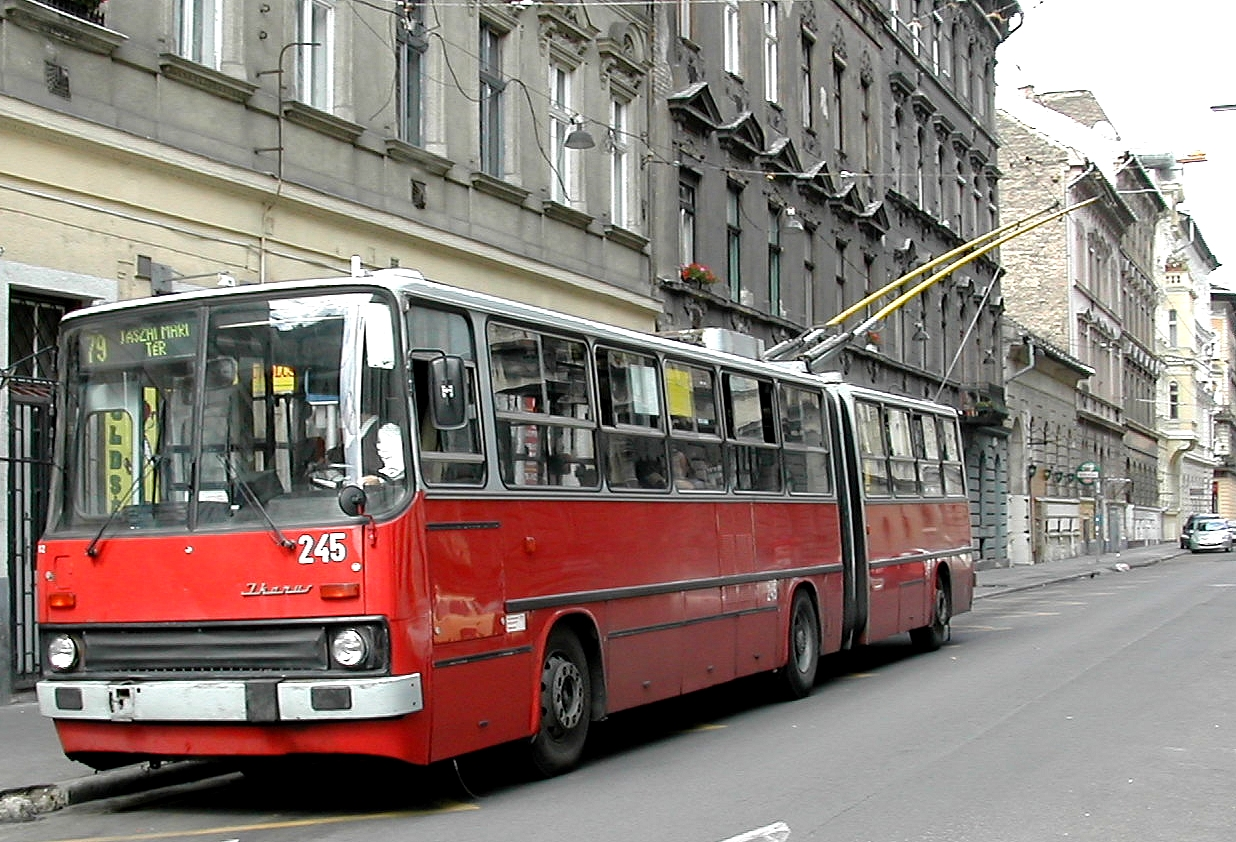
A régi végállomása a Garay utcában
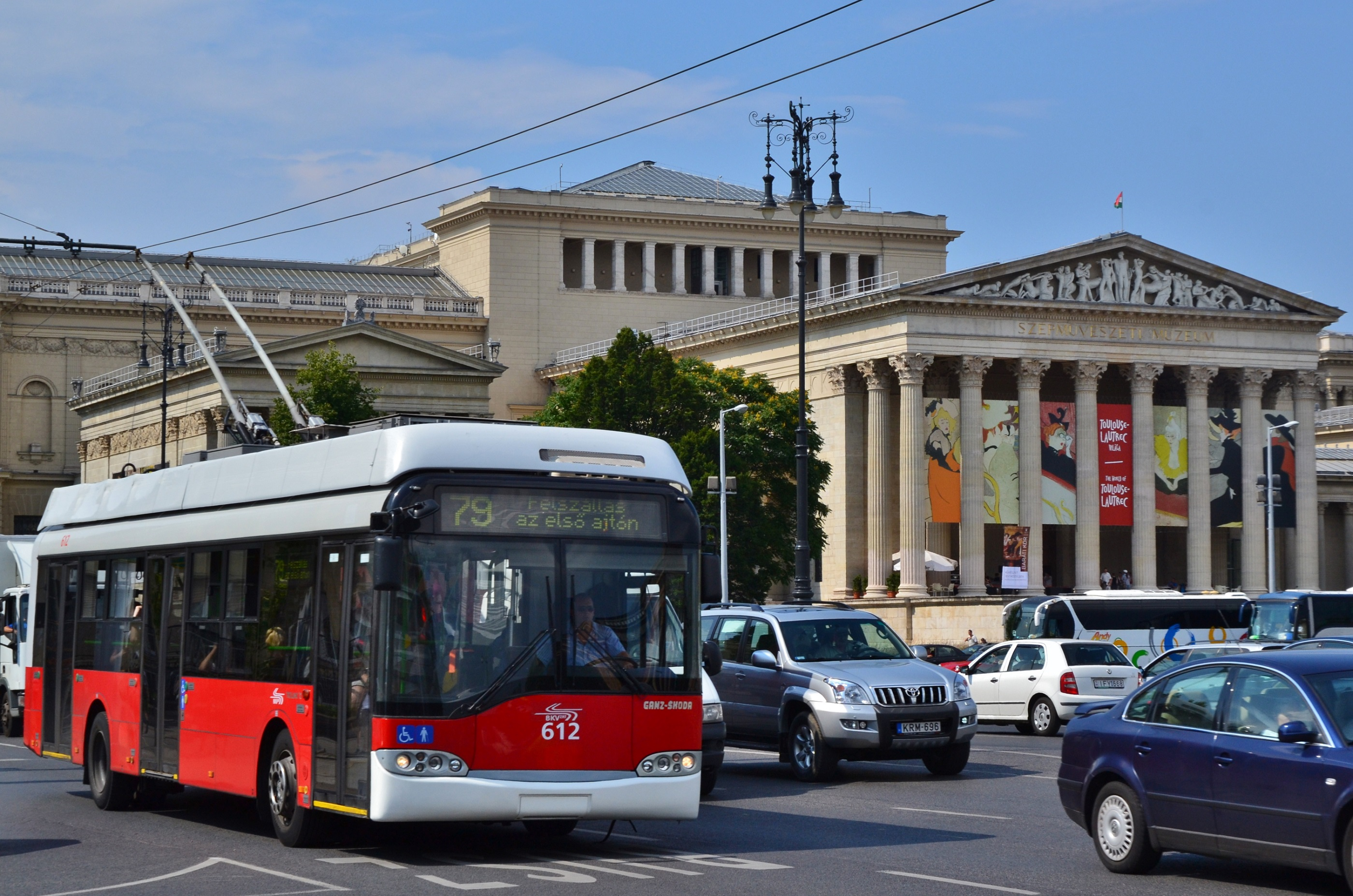
A Hősök terén
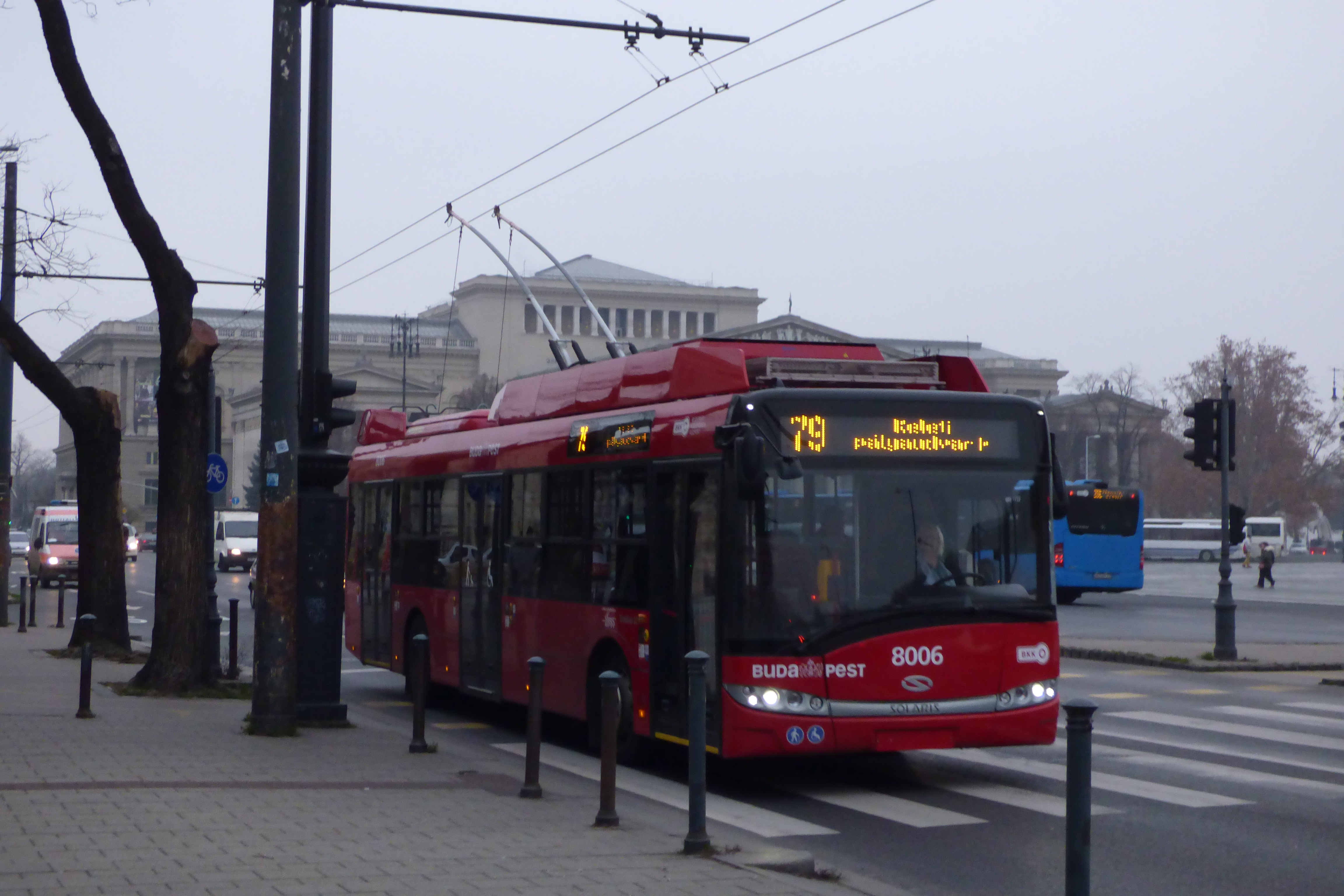
A Hősök terén
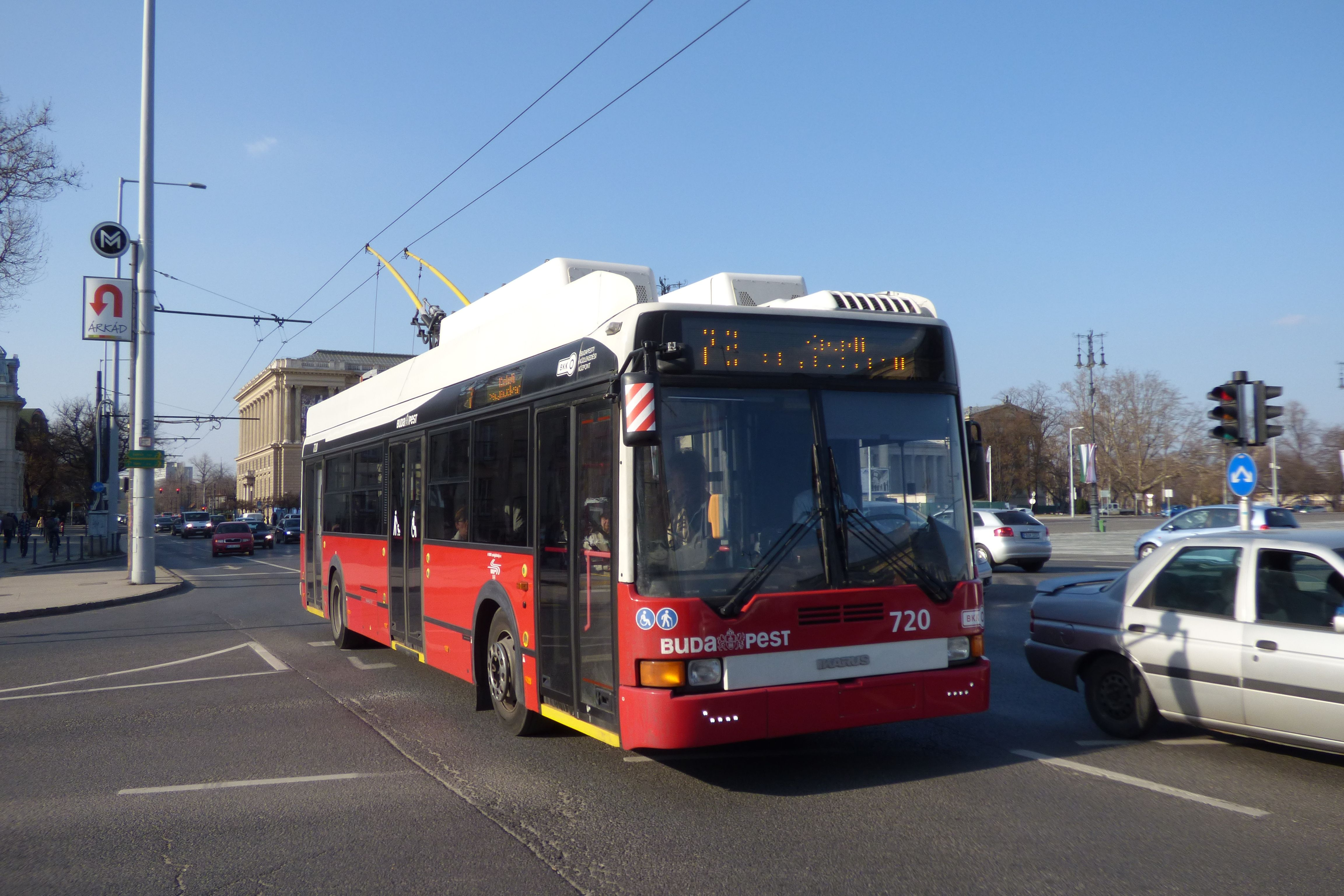
Ikarus 412GT a Hősök terén
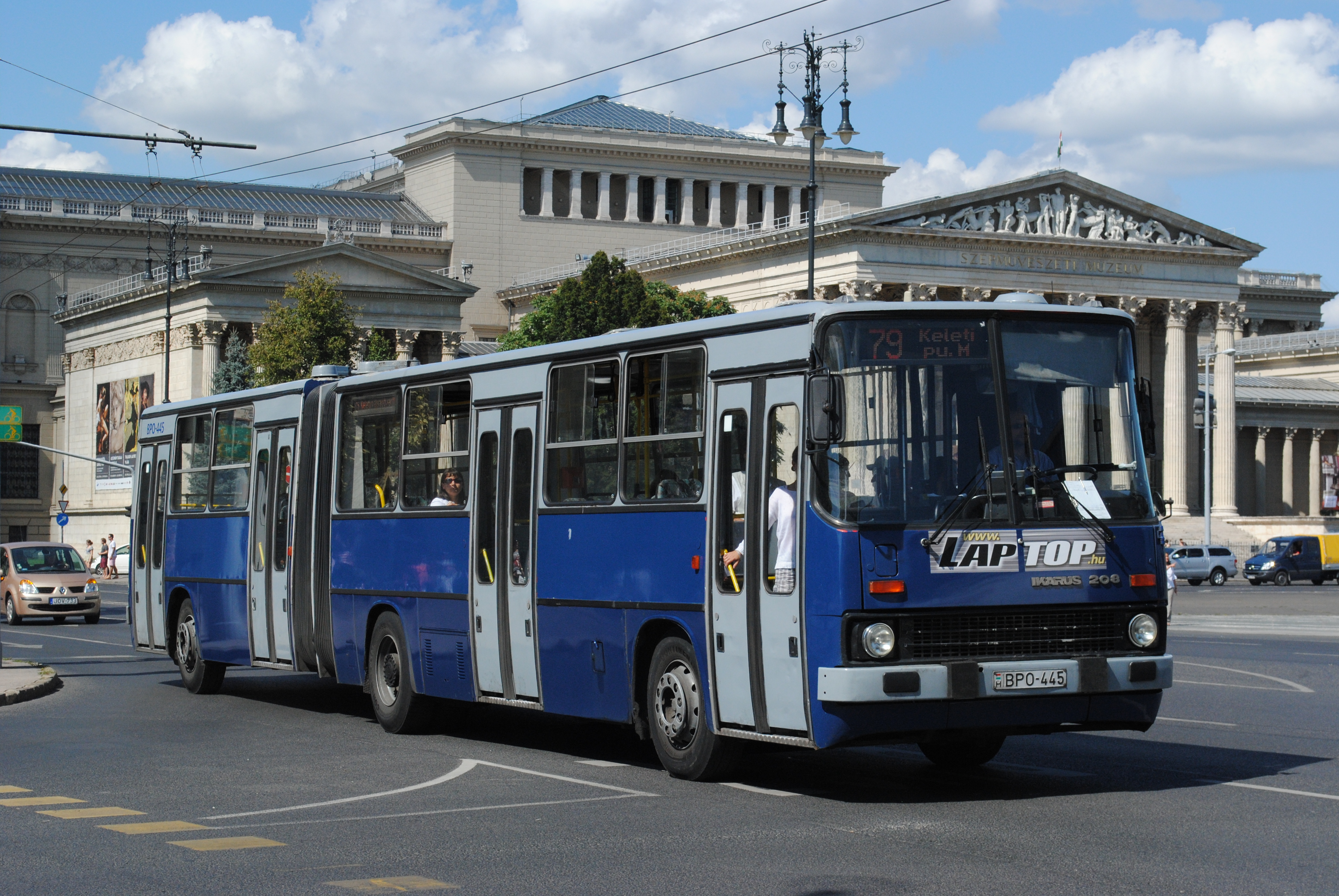
Pótlóbusz a Hősök terén
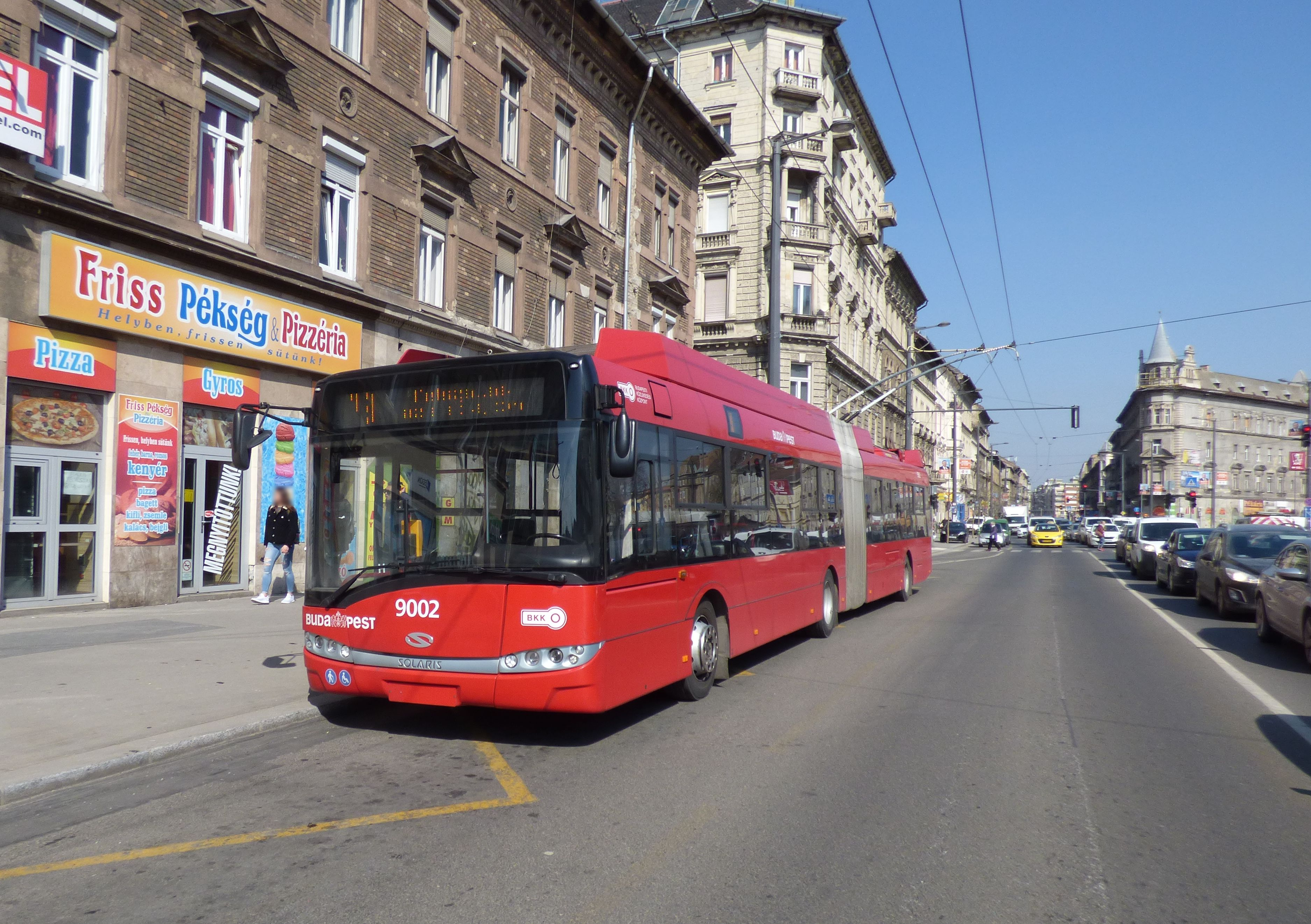
Csuklós Solaris a Keleti pályaudvarnál